# Scatopyrodes moreletii
Scatopyrodes moreletii är en skalbaggsart som först beskrevs av Lucas 1851.  Scatopyrodes moreletii ingår i släktet Scatopyrodes och familjen långhorningar.
Artens utbredningsområde är Guatemala. Inga underarter finns listade i Catalogue of Life.